# Velje Duboko
Velje Duboko (en serbe cyrillique : Веље Дубоко) est un village du centre du Monténégro, dans la municipalité de Kolašin.

## Démographie

### Évolution historique de la population
| 1948 | 1953 | 1961 | 1971 | 1981 | 1991 | 2003 |
| ---- | ---- | ---- | ---- | ---- | ---- | ---- |
| 313  | 343  | 321  | 289  | 179  | 124  | 90   |